# Trevor Pryce

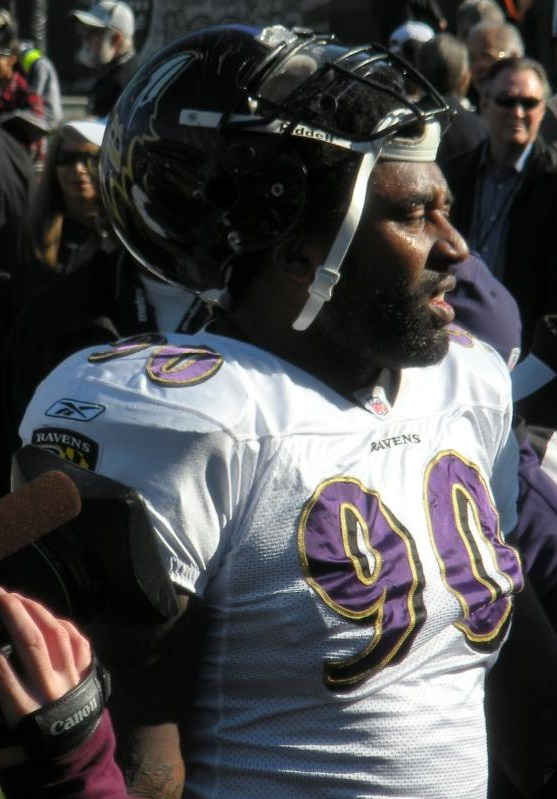
Trevor Pryce com os Ravens em Janeiro de 2010.

Trevor Pryce é um ex-jogador profissional de futebol americano estadunidense que foi campeão da temporada de 1998 da National Football League jogando pelo Denver Broncos.